# Guyana Times
Guyana Times est un quotidien du Guyana fondé en 2008.

## Histoire du journal
Guyana Times paraît pour la première fois le 6 juin 2008. Une soirée d’inauguration est organisée pour l’occasion,.
Lors d’une cérémonie remise de prix organisée à l'hôtel Windjammer International par la Fédération guyanienne de cyclisme, le Guyana Times est récompensé pour sa couverture du cyclisme dans le pays.